# Kindernachversicherung
Als Kindernachversicherung wird im Rahmen der Krankenversicherung der gesetzlich privilegierte Versicherungsschutz für ein neugeborenes Kind bezeichnet, das bei derselben Versicherungsgesellschaft angemeldet wird, bei der schon mindestens ein Elternteil versichert ist. Soll das Kind bei einer anderen Gesellschaft versichert werden, bezeichnet man dies als Kinderalleinversicherung.

## Gesetzliche Krankenversicherung
Die Regelungen dazu, ob ein Kind gesetzlich versichert werden kann oder muss, trifft § 10 SGB V. Eine Nachversicherung ist für Neugeborene nicht nötig, solange die Mutter – beziehungsweise bei verheirateten Eltern beide Elternteile – in der Gesetzlichen Krankenversicherung versichert sind. Das Kind wird im Rahmen der Familienversicherung in der Regel beitragsfrei mitversichert, zumindest sofern die Mutter bzw. die verheirateten Eltern pflichtversichert sind. Sofern das Einkommen eines nicht versicherungspflichtigen oder privat versicherten Elternteils über der Jahresarbeitsentgeltgrenze liegt, kann das Kind nur noch freiwillig gegen eigenen Beitrag versichert werden, der auch in der Privaten Krankenversicherung zu bezahlen wäre.

## Private Krankenversicherung
Bei der Privaten Krankenversicherung erfolgt keine automatische Nachversicherung. Durch den Versicherten kann laut § 198 Versicherungsvertragsgesetz die Aufnahme des Kindes innerhalb von zwei Monaten nach der Geburt rückwirkend beantragt werden. Die Versicherungsbedingungen können vorschreiben, dass bei der Geburt des Kindes wenigstens ein Elternteil seit einer bestimmten Zeit bei der entsprechenden privaten Krankenversicherung versichert ist. Diese Zeit darf höchstens drei Monate betragen. Bei späterer Aufnahme nach der Antragstellung innerhalb der zwei Monate werden die Kosten rückwirkend ab der Geburt übernommen.
Der Versicherungsschutz eines Neugeborenen darf im Rahmen dieses gesetzlichen Kontrahierungszwangs nicht höher oder umfassender sein als der des bei der Gesellschaft versicherten Elternteils. Der Versicherungsschutz beginnt ohne Wartezeit und ohne eine Gesundheitsprüfung, es wird ab der Geburt mit allen Folgen aufgenommen.
Eine Adoption steht im Bezug auf den Kontrahierungszwang des Versicherers einer Geburt gleich, sofern das Kind zum Zeitpunkt der Adoption noch minderjährig ist. Der einzige Unterschied: Sollte für den Versicherer ein erhöhtes Krankheitskostenrisiko durch Vorerkrankungen des adoptierten Kindes bestehen, so darf er – anders als beim eigenen Neugeborenen – in diesem Fall einen Risikozuschlag maximal in Höhe des normalen Beitrags erheben. Die private Krankenversicherung darf also auch bei schweren Erbkrankheiten oder Unfallfolgeschäden nicht mehr als das Doppelte des regulären Beitrags kosten.
Soll das Kind höherwertiger oder bei einer anderen Gesellschaft versichert werden, als es die Eltern sind, entfallen diese gesetzlich geregelten Aufnahmepflichten. Viele Gesellschaften nehmen Kinder alleine gar nicht oder nur unter zusätzlichen Bedingungen auf. Eine Gesundheitsprüfung und Aufschläge oder Ausschlüsse für Vorerkrankungen gehören (wie bei der Aufnahme Erwachsener) immer dazu.